# Reichskonferenz

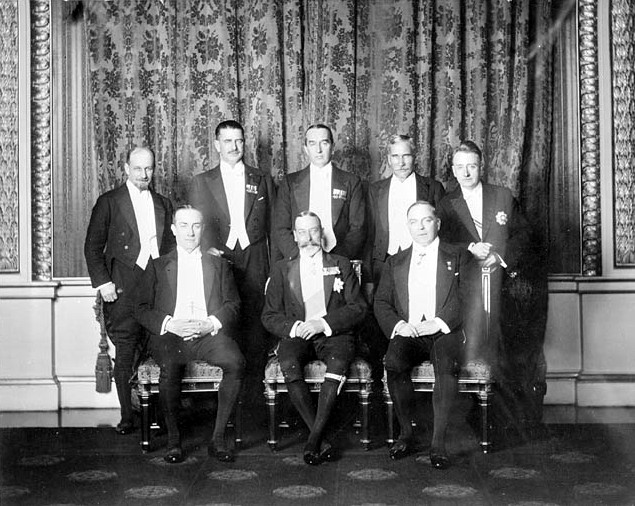
Teilnehmer der Reichskonferenz 1926
Stehend v. l. n. r.: Walter Stanley Monroe (Neufundland), Gordon Coates (Neuseeland), Stanley Bruce (Australien), Barry Hertzog (Südafrikanische Union), William Thomas Cosgrave (Irischer Freistaat)
Sitzend v. l. n. r.: Stanley Baldwin (Vereinigtes Königreich), König George V., William Lyon Mackenzie King (Kanada)

Reichskonferenzen (engl. Imperial Conferences) waren unregelmäßig stattfindende Treffen der Regierungschefs des Vereinigten Königreichs und der sich selbst verwaltenden Kolonien und Dominions des Britischen Empire. Vor 1907 wurden sie als Kolonialkonferenzen (engl. Colonial conferences) bezeichnet. Austragungsort der Konferenzen war 1887, 1897, 1902, 1907, 1911, 1921, 1923, 1926, 1930 und 1937 London. In den Jahren 1894 und 1932 fanden sie in Ottawa statt.
Ursprünglich waren die Reichskonferenzen als Zeichen der Einheit des Empire gedacht. Sie entwickelten sich zu Verhandlungsforen zu Fragen der wirtschaftlichen und militärischen Kooperation. Schließlich dienten sie den Regierungen der Dominions dazu, die letzten Überreste des kolonialen Status abzustreifen und zu souveränen Staaten zu werden.
Zwei Konferenzen brachten weitreichende Änderungen mit sich: Auf der Reichskonferenz 1926 einigten sich die Regierungschefs auf die Balfour-Erklärung, welche die Gleichrangigkeit der Dominions zum Vereinigten Königreich feststellte. Das an der Reichskonferenz 1930 ausgehandelte und ein Jahr später erlassene Statut von Westminster beseitigte die gesetzgeberische Hoheit des britischen Parlaments über die Dominions.
An die Stelle der Reichskonferenzen traten ab 1944 im Rahmen des Commonwealth of Nations weniger formelle Zusammenkünfte der Premierminister (Prime Ministers’ Meetings). Diese wurden 1971 in „Treffen der Commonwealth-Regierungschefs“ (Commonwealth Heads of Government Meetings) umbenannt und finden seither alle zwei Jahre statt.